# ملعب بابا يارا
ملعب بابا يارا (ملعب كوماسي الرياضي)، هو ملعب رياضي متعدد الأغراض في كوماسي في غانا، وهو أكبر ملعب في غانا حيث يتسع لـ51.500 متفرج.
و يستضيف الملعب مباريات نادي أشانتي كوتوكو المحلية ومنتخب غانا لكرة القدم.
و قد أستضاف الملعب في كأس الأمم الأفريقية لكرة القدم 2000 سبعة مباريات.